# Pranks and Greens
«Pranks and Greens» (рус. Шалости и зелень) — шестой эпизод двадцать первого сезона мультсериала «Симпсоны», премьера которого состоялась 22 ноября 2009 года на телеканале FOX. В эпизоде Барт находит Энди Гаммильтона, прослывшего лучшим проказником Спрингфилдской начальной школы. Тем временем Мардж становится ярой сторонницей здоровой пищи.
Сценарий к эпизоду написал Джефф Уэстбрук, режиссёром стал Чак Шитз. Во время своего премьерного показа эпизод посмотрели около 7,03 миллионов американцев.

## Сюжет
Во время очередного задержания Барта за его шутки над учителями директор Скиннер сообщает ему, что он — не величайший проказник, когда-либо ходивший по коридорам Спрингфилдской начальной школы. Барт шокирован этим признанием и начинает искать этого проказника. Перебирая номера школьных газет, он обнаруживает, что 10 лет назад газета не выпускалась в течение двух недель, а за это время поведение директора Скиннера сильно изменилось. Садовник Вилли рассказывает, что в те дни этот проказник наполнил существовавший в то время бассейн во дворике школы червями, а Скиннер прыгнул в него по незнанию и пробыл там в течение трёх дней. Вилли также называет Барту имя проказника — Энди Гамильтон.
В это время Мардж начинают резко критиковать её подруги на очередном собрании «Спрингфилдских мамах» за то, что она готовит нездоровую еду. Мардж берёт всю семью в магазин здоровой еды, от чего Гомер приходит в ужас. Семья покупает там натуральные продукты, несмотря на то, что они на порядок дороже обычных и имеют гораздо меньший срок хранения. После Мардж на другом собрании «Спрингфилдских мамочек» снова получает критику за то, что она готовила еду на сковороде с антипригарным покрытием. После этого Мардж сдаётся в борьбе за здоровое питание.
Барт находит Энди Гамильтона и обнаруживает, что тот безработный и живёт с матерью. После того, как Лиза называет Энди неудачником, Барт находит для Энди работу ассистентом Красти, откуда Энди уходит после первого же рабочего дня. Однако Барту удаётся восстановить Энди на этой работе. Когда Барт вместе с Милхаусом по дороге на студию Красти видят грузовик, полный червей, Барт решает, что Энди решил сделать с Красти то же самое, что и со Скиннером. Однако позже выясняется, что черви были нужны для номера Красти, сценарий которого ему подсказал Энди. После этого Красти назначает Энди своим главным сценаристом. Несмотря на то, что Энди становится успешным человеком, Лиза по-прежнему считает его неудачником.
В эпизоде использован фрагмент из «Поручика Киже» Сергея Прокофьева.
Энди Гамельтон — отсылка на Энди Ларкина персонажа из м/с "Что с Энди", большая часть сюжета серии основана на 35 эпизоде "Игры разума".

## Рейтинги
Во время премьерного показа эпизод посмотрело около 7,03 миллиона американцев. Таким образом, эпизод по рейтингу занял второе место среди мультфильмов, транслировавшихся в тот день на канале FOX, после «Гриффинов» с премьерным эпизодом «Jerome is the New Black». Для сравнения, эпизод «The Devil Wears Nada» посмотрело 9,04 миллиона американцев.